# Lagoa da Vila
A Lagoa da Vila é uma lagoa portuguesa, localizada na ilha açoriana da Graciosa, arquipélago dos Açores, no município de Santa Cruz da Graciosa.

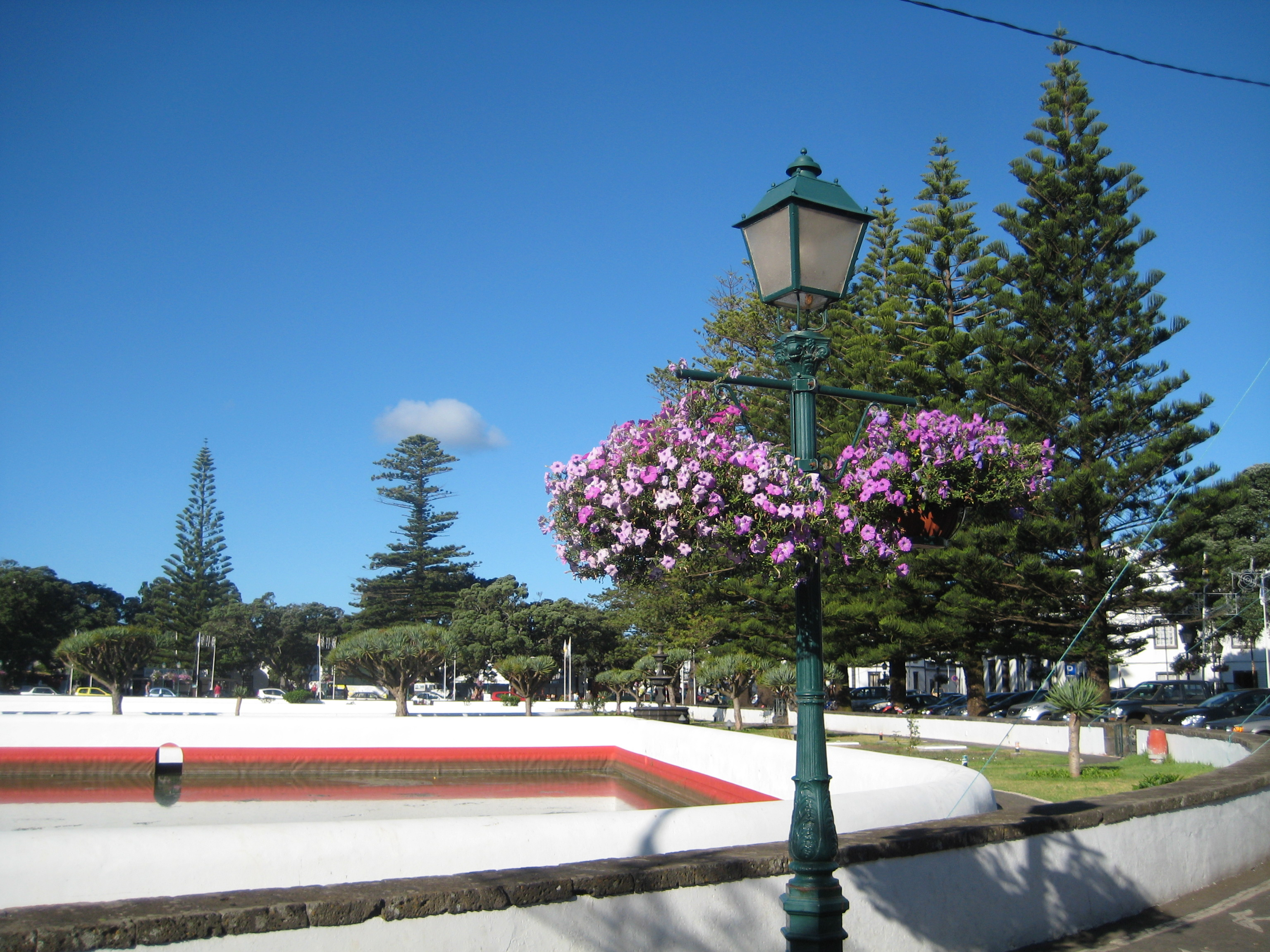
Lagoa da Vila, Santa Cruz da Graciosa

Esta lagoa encontra-se dentro da vila de Santa Cruz da Graciosa.